# Премия мира имени Конфуция
Премии мира имени Конфуция (кит. 孔子和平獎) — премия учрежденная в 2010 году в Китайской Народной Республике (КНР) по инициативе бизнесмена Лю Чжициня как ответ на Нобелевскую премию Лю Сяобо. Председатель комитета отметил, что награда вручается за «способствование миру во всем мире с Восточной точки зрения», и конфуцианского мира в частности. Победитель получает денежный приз в размере ¥ 100000 юаней ($ 15000 USD).

## Лауреаты
- 2010:  Лянь Чжань
- 2011:  Владимир Путин
- 2012:  Кофи Аннан и  Юань Лунпинь[англ.]
- 2013:  Ши Ичэн[кит.]
- 2014:  Фидель Кастро
- 2015:  Роберт Мугабе
- 2017:  Хун Сен